# Клетнювання

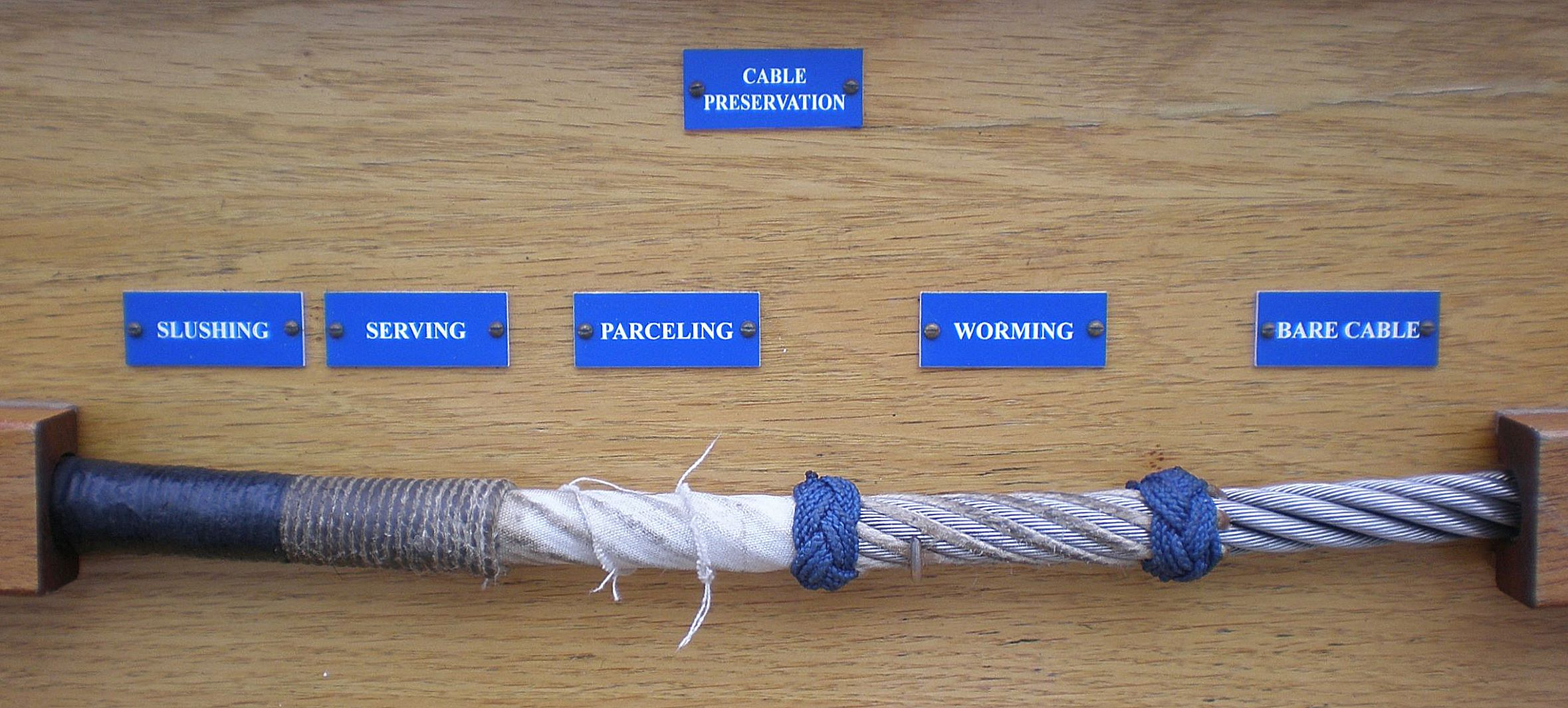
Послідовність виконання клетнювання (справа наліво): необроблений трос, тренцювання, покриття клетневиною, покриття клетнем, тирування

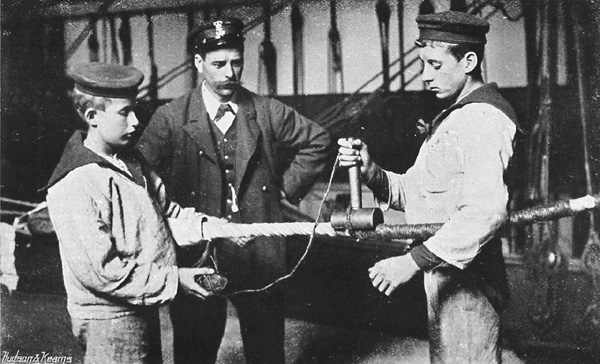
Накладання клетня за допомогою півмушкеля

Клетнювання (нід. kleeding, від kleed — «сукня, одяг») — вид такелажної роботи — накладення на морський трос додаткового обплетення для запобігання перетиранню, псуттю від вогкості (а у металевих тросів — іржавінню). Виконується для тросів (канатів) стоячого такелажу.

## Виконання
Спочатку виконується тренцювання — туго розтягнутий та змащений смолою трос обвивають по спуску тренню — шкімушгаром, лінем або тонким тросом, щоб заповнити ними заглибини (борозни) між сталками тренцюваного троса (це роблять для того, щоб запобігти скупченню води в заглибинах). У товстих тросів, проміжки між сталками яких неможливо заповнити однією тренню, додатково накладається тонша полутрень. Після цього трень проганяють по спуску драйком, щоб вона лягла врівень і заповнила проміжки між сталками. Для міцності на трень накладають через рівні проміжки марки, а кінці треней просилюють через трос. Потім на протренцеваний трос кладуть клетневину (стару парусину, нарізану довгими вузькими смужками) по спуску троса так, щоб кожен її крок перекривав наступний. Покривши трос клетневиною і укріпивши її кінці марками, накладають клетень (шкімушгар, тонкий лінь, дріт) навколо троса, проти його спуску, за допомогою півмушкеля — киянки з короткою ручкою і круглим бойком з виїмкою у верхній частині. Клетневаний трос покривають тиром — спеціальною сумішшю смоли, лаку і фарби.